# Ринбунг (уезд)
Ринбунг (тиб. རིན་སྤུངས་རྫོང་, Вайли: rin spungs rdzong, кит. упр. 仁布县, пиньинь Rénbù xiàn) — уезд городского округа Шигадзе, Тибетского автономного района, в Китае.

## История
Уезд был создан в 1960 году и вошёл в состав Специального района Гьянгдзе (江孜专区). В 1964 году Специальный район Гьянгдзе был присоединён к Специальному району Шигадзе. В 1970 году Специальный район Шигадзе был переименован в Округ Шигадзе. В 2014 году округ Шигадзе был преобразован в городской округ
В 2014 году открылась Железная дорога Лхаса - Шигадзе с остановкой Ринбунг.

## Экономика
Особенностью района является наличие таких ресурсов, как хром, железо, нефрит, свинец, цинк, золото, гранит, мрамор.

## Административное деление
Уезд делится на 1 посёлок и 8 волостей:
- Посёлок Дегьилинг (德吉林镇)
- Волость Чагба (查巴乡)
- Волость Кангшунг (康雄乡)
- Волость Мён (母乡)
- Волость Партанг (帕当乡)
- Волость Пусум (普松乡)
- Волость Чева (切娃乡)
- Волость Рамба (然巴乡)
- Волость Ринбунг (仁布乡)